# Sierlijke pyramideslak
De sierlijke pyramideslak (Trochoidea elegans) is een slakkensoort uit de familie van de Geomitridae. De wetenschappelijke naam van de soort werd, als Helix elegans, voor het eerst geldig gepubliceerd in 1791 door Johann Friedrich Gmelin. De naam verwijst naar de vorm van het slakkenhuis dat ten opzichte van de Trochoidea geyeri veel sierlijker en minder hoekig is. De soort komt met name rondom de Middellandse Zee voor, maar reikt in het noorden ook tot aan België.

## Beschrijving
De sierlijke pyramideslak is een op land levend slakje met een grijsachtig-wit huisje (5-11 x 6-12 mm groot) met donkere tot lichtbruine kleurbanden. Het huisje is zelden egaal bruin, grof geribbeld, juvenielen met fijne haartjes, 6-7 scherp gekielde, platte en licht overlappende kransen, omtrek conisch van boven, zeer afgeplat van onderen, opening met een inkeping aan de kiel omtrek, navel open, matig smal, cirkelvormig en uiteindelijk niet breder. De slakjes zelf zijn grijsachtig aan de bovenzijde, lichtgeel en licht transparant naar de zijkanten.

## Verspreiding en leefgebied
Het verspreidingsgebied van de sierlijke pyramideslak omvat Corsica, Sardinië, Ligurië en het Italiaanse schiereiland, Zuid-Frankrijk, Spanje, Balearen, alsmede geïsoleerde plekken in België, Noord-Frankrijk en Zuidoost-Engeland. Deze soort leeft op droge en open leefgebieden, graslanden, duinen, rotsachtige weiden en droge grashellingen. Vaak te vinden op steile hellingen waar de bodembedekking kapot is en kalksteenrotsen zichtbaar zijn.